# Каминьюриак
Озеро Каминьюриак (англ. Kaminuriak Lake, Qamanirjuaq Lake) — озеро на территории Нунавут в Канаде. Название озера произносится ка-минь-Ю-ри-ак и переводится как «огромное озеро, примыкающее к реке на обоих концах».

## География
Расположено в юго-восточной части территории Нунавут в районе Киваллик. Одно из больших озёр Канады — площадь водной поверхности 548 км², общая площадь — 549 км². Высота над уровнем моря 92 метра. Входит в систему реки Фергусон. От своего истока в озере Фергусон до впадения в западный рукав озера Каминьюриак река через серию стремнин проходит всего два километра. Озеро неправильной формы с несколькими заливами и рукавами. По водной поверхности разбросаны безымянные острова. Берега безлесые, поскольку озеро находится севернее арктической линии лесов. Бассейн озера находится в зоне вечной мерзлоты.

## Фауна
Район озера является местом обитания оленей карибу, куда они каждый год возвращаются после долгой 800-километровой миграции через территорию Нунавут, Манитобу, северо-восток Саскачевана, юго-восток Северо-Западных территорий, чтобы вывести потомство. В середине 1970-х годов в озеро переместилось промышленное рыболовство из озера Каминак, в водах которого обнаружили высокую концентрацию ртути. Озеро зарыблено озёрной форелью и озёрным сигом.
Растительный мир представлен в основном лишайниками, мхами, сфагнумом и карликовыми берёзами.